# Distrikt Magdeburg

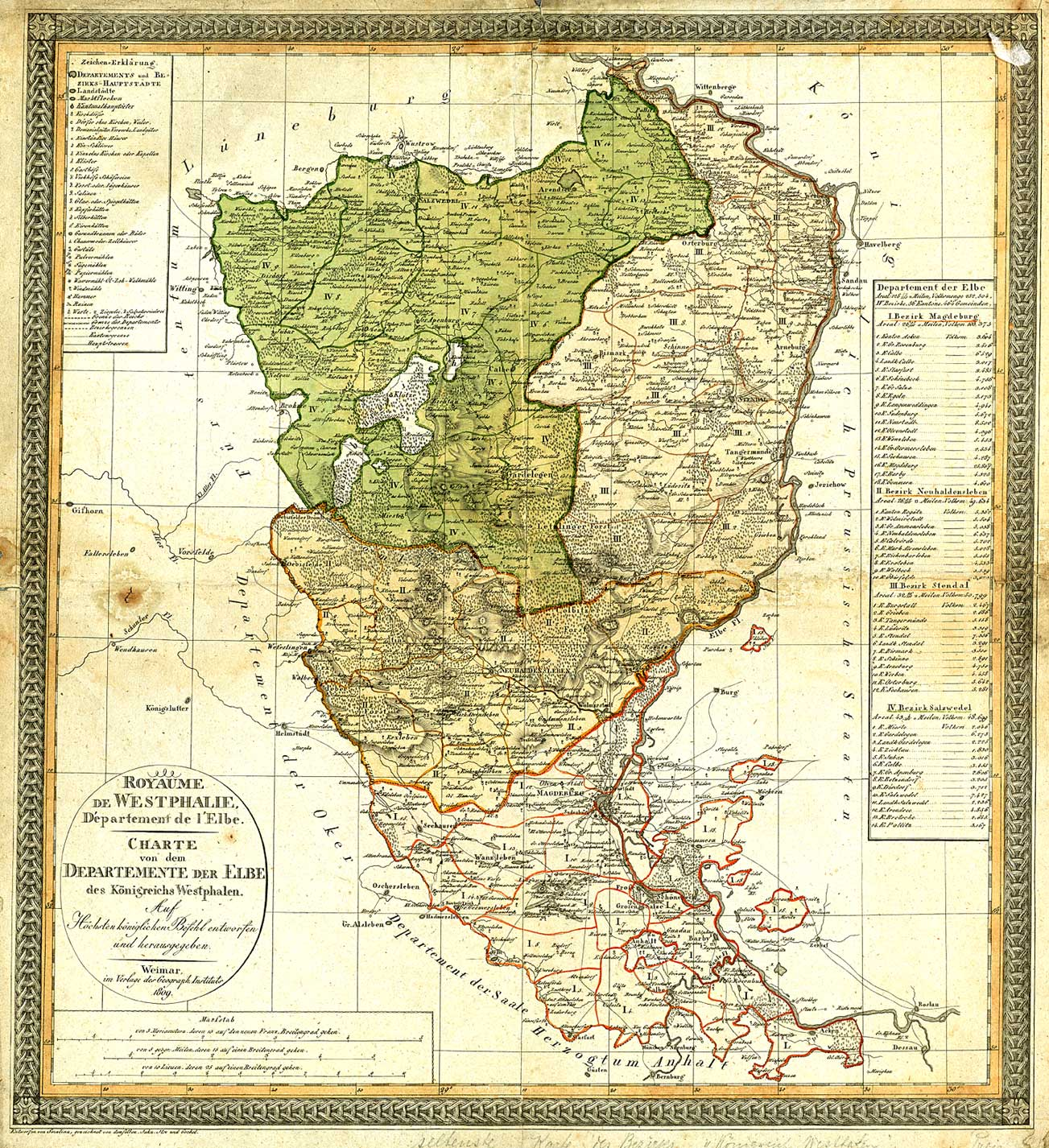
Distrikt Magdeburg im Süden des Departements der Elbe

Der Distrikt Magdeburg war eine Verwaltungseinheit im Departement der Elbe im Königreich Westphalen. Er wurde durch das Königliche Dekret vom 24. Dezember 1807 gebildet und bestand bis 1813.
Im Distrikt mit dem Hauptort Magdeburg lebten 1811 110.302 Menschen auf 27,96 mi². Er umfasste 14 Städte, 1 Marktflecken, 7 Vorörter, 108 Dörfer, 20 Weiler und 25 Einöden mit 14.484 Haushalten. Vom Glaubensbekenntnis waren 1992 Menschen katholisch, 3395 reformiert und 422 jüdischen Glaubens. Der restliche Teil der Bevölkerung hatte ein evangelisches Glaubensbekenntnis.

## Organisation
Dem Distrikt stand ein Unterpräfekt vor. Der Unterpräfekt des Distrikts Magdeburg war der Präfekt des Departements Philipp Ernst Alexander Graf von der Schulenburg-Emden.

### Distriktrat
Mitglieder des Distriktrates waren:
- Benneke zu Ukern
- Grunow
- Mahrenholz
- von Uhlemann
- Döbbel
- Kloß
- Voigtel
- Delbrück
- Benneke zu Stasfurt

### Kantonaleinteilung
Der Distrikt wurde am 24. Dezember 1807 in 18 Kantone eingeteilt, die 119 Gemeinden umfassten. Ab 1811 wurden die Kantone Salza und Schönebeck: gemeinsam durch den Maire Grashof und die Adjunkten Werner und Schneider verwaltet. Ebenso die Kantone Egeln und Germersleben durch den Maire Paris.
| Kanton (Hauptort) | Kantonmaire | Einwohnerzahl | Fläche in mi² | zugehörige Orte |
| ----------------- | ----------- | ------------- | ------------- | --- |
| Acken             | Uefner      | 4092          | 1,6           | |
| Groß Rosenburg    |             | 3201          | 1,75          | Groß Rosenburg, mit dem Amt, Klein Rosenburg, Breitenhagen, mit den Vorwerken Rajoch und Patzetz, Dornbock mit dem Weiler Gramsdorf, Lödderitz mit dem Weiler Sachsendorf und Zuchau |
| Calbe             | Schäge      | 5588          | 1,31          | |
| Calbe-Land        | Edecker     | 3218          | 1,76          | |
| Stasfurt          | Bennecke    | 3675          | 1,33          | |
| Schönebeck        | Grashof     | 4200          | 0,55          | Stadt Schönebeck, mit dem Amt, der Kolonie und den Salinen, Felgeleben mit Zackmünde, Stadt Frose                                                                                    |
| Salza             |             | 1200          | 0,94          | |
| Egeln             |             | 5450          | 1,96          | |
| Langenweddingen   | Peine       | 5307          | 2,13          | |
| Sudenburg         | Rosenthal   | 6542          | 2,22          | |
| Neustadt          | Körner      | 8628          | 1,25          | |
| Olvenstedt        | Spitzbarth  | 4229          | 0,57          | |
| Wanzleben         | Kuhne       | 5594          | 2,28          | |
| Germersleben      |             | 2609          | 1,51          | |
| Seehausen         | Döring      | 4394          | 1,38          | |
| Magdeburg         |             | 27869         | 0,48          | Stadt Magdeburg |
| Barby             | Wiesand     | 4543          | 1,66          | Stadt Barby, Gnadau, Pömmelte, Tornitz, Werkleitz, Wespen und die Vorwerke Augustusgabe, Döben, Kolphus, Marstall, Monplaisir, Zeitz                                                 |
| Gommern           | Otting      | 4936          | 3,37          | Stadt Gommern, Dannigkow, Elbenau, Glinde, Grünwalde, Karith, Plötzky, Pretzien, Ranies, Vehlitz, Wallwitz                                                                           |